# ベラルーシ時間
ベラルーシ時間（ベラルーシじかん）あるいはミンスク時間（ミンスクじかん）は、ベラルーシで使用されている協定世界時を3時間進めた（UTC+3）標準時である。かつてはベラルーシは東ヨーロッパ時間（UTC+2）および東ヨーロッパ夏時間（UTC+3）を使用していたが、2011年に夏時間を廃止し、UTC+3の通年使用に移行した。

## IANA time zone database
IANA time zone databaseのzone.tabには、ベラルーシの標準時が1つ含まれている。
| 国コード | 座標        | TZ           | 注釈 | 協定世界時との差 | 夏時間 | 備考 |
| -------- | ----------- | ------------ | ---- | ---------------- | ------ | ---- |
| BY       | +5354+02734 | Europe/Minsk |      | +03:00           | +03:00 |      |